# Rue de l'Équerre (Paris)
Pour les articles homonymes, voir Rue de l'Équerre.
La rue de l'Équerre est une voie du 19e arrondissement de Paris, en France.

## Situation et accès
La rue de l'Équerre est une voie publique située dans le 19e arrondissement de Paris. Elle débute au 71, rue Rébeval et se termine au 91 de cette même rue. Au niveau de l'« équerre » (virage à angle droit), un escalier permet de rejoindre l'avenue Simon-Bolivar qui surplombe la rue de quelques mètres.

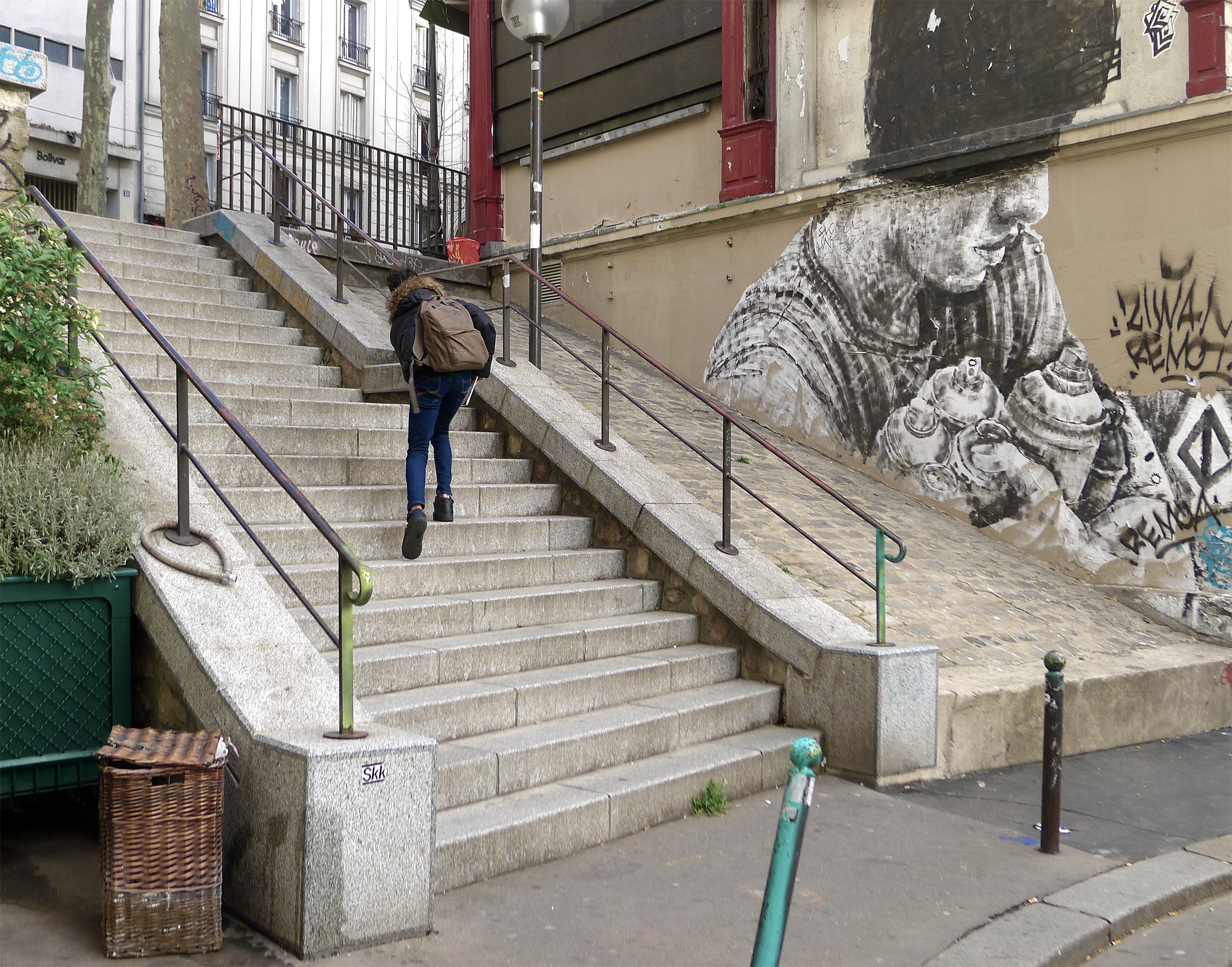
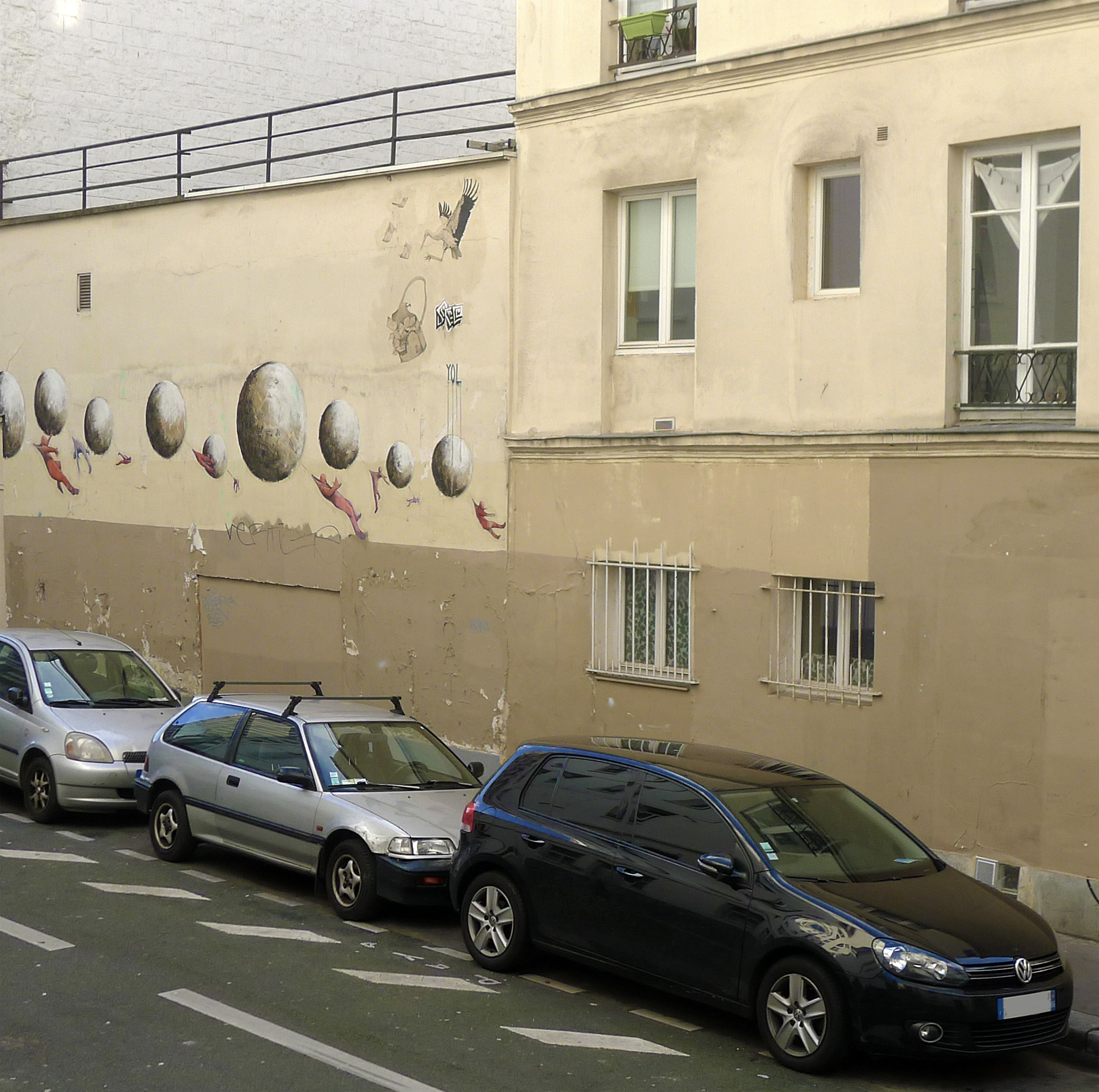

## Origine du nom
Elle porte ce nom en raison de la forme de la voie, composée de deux parties en équerre.

## Historique
La partie débouchant rue Rébeval a porté le nom d'« impasse de l'Est » ou de « rue Delesse ». L'ancienne partie en impasse, en retour d'équerre, fut une portion de l'ancienne « rue Neuve-Pradier » ou « rue de l'Est-Pradier ». La partie débouchant avenue Simon-Bolivar et l'ancienne partie en impasse prend sa dénomination actuelle par un arrêté du 1er février 1877.
Le 23 mars 1918, durant la première Guerre mondiale, un obus lancé par la Grosse Bertha explose au no 5 rue de l'Équerre.
Son prolongement jusqu'à la rue Rébéval fut dénommé provisoirement « voie CM/19 » avant de recevoir sa dénomination par un arrêté municipal du 14 janvier 1994.